# Özgür Eker
Özgür Eker, pseud. "woxic" (ur. 2 września 1998) – turecki profesjonalny gracz Counter-Strike: Global Offensive, będący snajperem dla organizacji Eternal Fire. 12 najlepszy gracz CS:GO 2019 roku. Były reprezentant takich formacji jak Dark Passage czy HellRaisers. Dotychczas w swojej karierze zarobił ok. 256 tysięcy dolarów.

## Życiorys
Karierę rozpoczął w 2012 roku, kiedy dołączył do amatorskiego zespołu Hardware Arena, z którym nic nie osiągnął. 1 czerwca 2016 roku dołączył do Dark Pasage, z którym zajął m.in. 5/8. miejsce na WESG 2016, przegrywając z Virtus.pro. 1 lutego 2017 zawodnikom Dark Passage wygasły kontrakty, przez co zostali bez organizacji. 11 sierpnia tego samego roku dołączył do HellRaisers jako gracz testowy, jednak już 13 września został oficjalnym członkiem. 14 marca 2019 roku Özgür opuścił HellRaisers i doszedł do mousesports. W sierpniu 2021 roku dołączył do nowo powstałego tureckiego zespołu Eternal Fire.

## Wyróżnienia indywidualne
- Został wybrany 12 najlepszym graczem 2019 roku według serwisu HLTV[5].
- Został uznany najlepszym graczem turnieju CS:GO Asia Championships 2019[6].

## Osiągnięcia[7][8]
- 1. miejsce – FCDB Cup 2017
- 3/4. miejsce – V4 Future Sports Festival – Budapest 2018
- 1. miejsce – Bets.net Masters: Season 1
- 2. miejsce – DreamHack Open Tours 2018
- 2. miejsce – Moche XL Esports 2018
- 1. miejsce – CIS Minor Championship – London 2018
- 5/8. miejsce – FACEIT Major London 2018
- 2. miejsce – WePlay! Lock and Load
- 1. miejsce – DreamHack Open Tours 2019
- 3/4. miejsce – ESL Pro League Season 9 – Finals
- 1. miejsce – Europe Minor Championship – Berlin 2019
- 1. miejsce – GG.Bet Beijing Invitational
- 3/4. miejsce – V4 Future Sports Festival – Budapest 2019
- 1. miejsce – CS:GO Asia Championships 2019
- 1. miejsce – ESL Pro League Season 10 – Finals
- 2. miejsce – EPICENTER 2019